# Geometria projectiva
La geometria projectiva és la branca de les matemàtiques que estudia les nocions intuïtives de "perspectiva" i d'"horitzó". Analitza les propietats de les figures invariants per projecció.

## Consideracions històriques
La geometria projectiva troba els seus orígens en el treball de Papos d'Alexandria (segle iii) que va introduir la proporció no harmònica i fa referència a un treball anterior d'Apol·loni de Perge (segle iii aC).
Posteriorment, la geometria projectiva va ser estudiada en el segle xvii per matemàtics com Pascal o Desargues. Però va ser Poncelet, ja en el segle xix que en el seu "Tractat de les propietats projectives de les figures" va recuperar definitivament la idea de la geometria projectiva.
Finalment Felix Klein, ja a finals del segle xix, en el seu treball "Una revisió comparativa de les recerques recents en la geometria", va aclarir el lligam entre la geometria euclidiana i la geometria projectiva. Avui dia és àmpliament utilitzada pels sistemes de visió per ordinador i de representació gràfica (OpenGL).

## Espai projectiu
Un espai projectiu és definit en matemàtiques com el conjunt de les rectes vectorials d'un espai vectorial; en el que es pot imaginar l'ull d'un observador situat en l'origen d'un espai vectorial i cada element de l'espai projectiu correspon a una direcció de la seva mirada.
Un espai projectiu es diferencia d'un espai vectorial per la seva "homogeneïtat": no es pot distingir cap punt particular com l'origen d'un espai vectorial. Això acosta l'espai projectiu a l'espai afí.

### Definició vectorial
Sigui {\displaystyle E\,\!} un K-espai vectorial (K és un cos, en general {\displaystyle \mathbb {R} \,\!} o {\displaystyle \mathbb {C} \,\!}), diferent de {\displaystyle \{0\}}. Es defineix sobre {\displaystyle E-\{0\}\,\!} la relació d'equivalència següent:
{\displaystyle x\sim y\Leftrightarrow \exists \lambda \in K^{*},x=\lambda y\,\!}.
Llavors es diu espai projectiu sobre {\displaystyle E\,\!} al conjunt quocient de {\displaystyle E-\{0\}\,\!} per la relació d'equivalència {\displaystyle \sim \,\!} : 
{\displaystyle P(E)=(E-\{0\})/\sim \,\!}.
Per cada element {\displaystyle x\neq 0\,\!} de {\displaystyle E\,\!} es designarà {\displaystyle \pi (x)\in P(E)\,\!} la seva classe d'equivalència: 
{\displaystyle \pi (x)=\{\lambda x,\lambda \in K^{*}\}\,\!}.
Així doncs:{\displaystyle \pi (x)=\pi (y)\,\!} si i només si {\displaystyle x\,\!} i {\displaystyle y\,\!} són col·lineals.
A l'aplicació {\displaystyle \pi :E\rightarrow P(E)\,\!} se l'anomena projecció canònica.
Senzillament l'espai projectiu {\displaystyle P(E)\,\!} és el conjunt de les rectes vectorials de {\displaystyle E\,\!}; l'element {\displaystyle \pi (x)\,\!} de l'espai projectiu és la recta vectorial de {\displaystyle E\,\!} en el que un vector director és {\displaystyle x\,\!}.
Si {\displaystyle E\,\!} és de dimensió finita {\displaystyle n\,\!}, es diu que la dimensió de l'espai projectiu {\displaystyle P(E)\,\!} és {\displaystyle n-1\,\!}. En particular:
- Si n=1 llavors {\displaystyle P(E)\,\!} és un singletó (dimensió nul·la).
- Si n=2 llavors {\displaystyle E\,\!} és un pla vectorial i {\displaystyle P(E)\,\!} s'anomena recta projectiva.
- Si n=3 llavors {\displaystyle P(E)\,\!} s'anomena pla projectiu; és la situació pràctica més interessant de la geometria projectiva.

Si l'espai {\displaystyle E\,\!} és l'espai vectorial de dimensió {\displaystyle n\,\!}, és a dir, {\displaystyle K^{n}\,\!} llavors, hi ha una notació particular per a l'espai projectiu, {\displaystyle P^{n-1}(K)\,\!}, en lloc de {\displaystyle P(K^{n})\,\!}.

### Definició afí

Espai projectat en un pla projectiu

La definició més formal d'un espai projectiu no ens ha de fer perdre de vista que aquesta noció surt de la projecció central i és, abans que res, una noció geomètrica. Per posar un exemple de l'espai projectiu de {\displaystyle \mathbb {R} ^{3}}, es pot observar en l'adjunt dibuix que els punts m, n i r pertanyen al pla (P'). Imaginem-nos un observador situat a O. Aquest observador veu tots els punts de la recta (OM) en m, tots els de la recta (ON) en n, i tots els de la recta (OR) en r. En canvi, les rectes del pla (P) no són vistes com a punts del (P'). Hi ha, doncs, una bijecció entre les rectes vectorials de {\displaystyle \mathbb {R} ^{3}} no paral·leles a (P) i els punts del pla (P').
L'espai projectiu de {\displaystyle \mathbb {R} ^{3}} és bijectiu amb la unió del pla afí (P') i el conjunt de rectes vectorials de (P). Així doncs, un pla projectiu {\displaystyle {\tilde {P'}}} està format per un pla afí (P') que conté el conjunt de punts propis de {\displaystyle {\tilde {P'}}} i a més, totes les rectes vectorials (o direccions) de (P'). Cada punt del segon conjunt, s'anomena punt impropi de {\displaystyle {\tilde {P'}}} o punt de l'infinit.
Aquesta noció permet parlar, en un pla, d'interseccions entre dues rectes qualsevol: les rectes es trobaran en un punt propi de (P') o en un punt impropi, en el cas de rectes paral·leles.
Noció que es pot generalitzar a tot espai projectiu {\displaystyle {\tilde {P}}} de dimensió n, sigui quin sigui el valor de n. Sempre, aquest espai projectiu, es podrà considerar com a l'espai afí (P) de dimension n, en el que s'ha adjuntat el conjunt de les direccions de (P).
En particular, si (P) = K, la recta projectiva associada és el conjunt {\displaystyle {\tilde {K}}=K\cup {\infty }\,\!} en el qual {\displaystyle \infty } és un punt exterior a {\displaystyle K\,\!}, allargant les operacions algebraiques de la següent forma: {\displaystyle \forall x\in K,{\frac {x}{\infty }}=0\,\!},
{\displaystyle \forall x\in K^{*},{\frac {x}{0}}=\infty \,\!}
Aquesta doble relació entre un espai vectorial quocient i un espai afí complementat, dona tota la riquesa a l'estudi de la geometria projectiva. Fins i tot, aquest doble aspecte serà important en el moment que es tractarà de posar coordenades als punts de l'espai projectiu.

## Localització

### Coordenades homogènies
En un espai projectiu de dimensió n, associat a un espai vectorial de dimensió n+1, cada punt de P(E) està associat a una família de vectors de (E) tots col·lineals. Si E està proveït d'una base canònica, s'anomenen coordenades homogènies del punt P, les coordenades d'un vector qualsevol x tal que {\displaystyle \pi (x)=m\,}. Així doncs, un punt té una família de coordenades totes proporcionals entre elles. Altrament dit, si {\displaystyle (x_{1},x_{2},.....,x_{n})\,} és un sistema de coordenades homogènies de m, és el mateix que {\displaystyle (kx_{1},kx_{2},.....,kx_{n})\,} per a tot l'element k no nul de K.
A partir de totes aquestes coordenades possible, s'arriba sovint al conveni de distingir-ne una per tal de trobar l'espai afí de dimensió n. És força normal privilegiar aquella que té per última coordenada el valor 1. Això significa que s'ha projectar l'espai en l'hiperplà d'equació {\displaystyle x_{n+1}=1\,}. Si {\displaystyle (x_{1},x_{2}...,x_{n+1})\,} és un sistema de coordenades de m, s'ha privilegiat el sistema de coordenades {\displaystyle ({x_{1} \over x_{n+1}},{x_{2} \over x_{n+1}},...,{x_{n} \over x_{n+1}},1)\,}. Això només és vàlid si m és un punt propi de P(E).
Els punts impropis estan representats per sistemes de coordenades homogènies en què l'última coordenada és nul·la.
Això fa que es noti molt la correspondència entre:
- els punts propis de P(E) i els punts d'un espai afí de dimensió n.
- Els punts impropis de P(E) i les direccions d'un espai vectorial de dimensió n.

L'elecció arbitrària de posar una coordenada a 1 en les coordenades homogènies permet distingir amb molta facilitat, els elements.

### Generació d'un espai projectiu
A partir d'una base de n vectors independents, es genera un espai vectorial de dimensió n. Un espai afí de dimensió n es genera a partir de n+1 punts independents. Un espai projectiu de dimensió n es genera a partir de n+2 punts.
Es podria pensar que n+1 punts són suficients, però això no és així. Si, per exemple, s'agafa 
{\displaystyle (\pi (e_{1}),\pi (e_{2}),...,\pi (e_{n+1}))\,} en què {\displaystyle (e_{i})_{i\in \{1;n+1\}}} forma un base de l'espai vectorial de dimensió n+1 associat a l'espai projectiu, llavors, les coordenades d'un punt m serien {\displaystyle (x_{1},...,x_{n+1})\,} on {\displaystyle (x_{1},...,x_{n+1})\,} són les coordenades de {\displaystyle x\,} tals que {\displaystyle \pi (x)=m\,}. Però caldria que aquestes coordenades fossin independents de la representació escollida pels vectors de la base: {\displaystyle \pi (e_{1})\,}. Si s'agafa un altre representant, per exemple, {\displaystyle 2e_{1}\,}, a partir de la base {\displaystyle (2e_{1},e_{2},...,e_{n+1})\,}, {\displaystyle x\,} no té el mateix sistema de coordenades {\displaystyle (x_{1}/2,x_{2},...,x_{n+1)}\,}.
Cal evitar aquesta ambigüitat i limitar la selecció d'altres representants dels vectors de la base a uns vectors col·lineals als precedents, però amb el mateix coeficient de col·linealitat. És suficient, per a aconseguir ho escollir un (n+2)-èsim punt igual a {\displaystyle \pi (e_{1}+e_{2}+...+e_{n})\,}. Així, si s'han escollit uns altres representants de {\displaystyle \pi (e_{1})...\pi (e_{n+1})\,} amb coeficients de col·linealitat diferents, el vector {\displaystyle k_{1}e_{1}+...+k_{n+1}e_{n+1}\,} ja no serà un representant de {\displaystyle \pi (e_{1}+e_{2}+...+e_{n+1})\,}.

## Subespai projectiu
De la mateixa forma que existeixen subespais vectorials d'un espai vectorial, i subespais afins d'un espai afí, també existeixen subespais projectius d'un espai projectiu. Estan constituïts per les projeccions dels subespais vectorials de l'espai vectorial associat. Es parlarà de recta projectiva en un pla projectiu, de pla projectiu en un espai projectiu. La regla de les dimensions i l'existència de punts de l'infinit, permeten simplificar les regles d'incidència.

## Raó doble en una recta projectiva
Si a, b, c i d són 4 punts (a, b i c diferents) d'una recta projectiva D, existeix un única isomorfisme de D en {\displaystyle {\tilde {K}}}, {\displaystyle f_{a,b,c}} tal que 
- {\displaystyle f_{a,b,c}(a)=\infty }
- {\displaystyle f_{a,b,c}(b)=0\,}
- {\displaystyle f_{a,b,c}(c)=1\,}

S'anomena raó doble de a, b, c, d, i s'escriu [a:b:c:d] al valor de {\displaystyle f_{a,b,c}(d)}.
Si a, b, c i d són 4 punts propis diferents de D, trobem la clàssica definició de la raó doble o relació no harmònica:
{\displaystyle {\frac {{\overline {ca}}\,/\,{\overline {cb}}}{{\overline {da}}\,/\,{\overline {db}}}}}

## Transformació projectiva o homografia
Article à desenvolupar: Transformació projectiva
Les transformacions projectives o homografies són transformacions estudiades en la geometria projectiva. S'obtenen com a composició d'un nombre finit de projeccions centrals. Descriuen allò que arriba a les posicions observades de diferents objectes quan l'ull de l'observador canvia de lloc. Les transformacions projectives no conserven sempre les distàncies ni els angles però conserven les propietat d'incidència i la raó doble (dues propietats importants en geometria projectiva). Es troba transformacions projectives sobre rectes en plans i en l'espai.
Propietat fonamental : En dimensions finites, una transformació projectiva està totalment determinada per la imatge d'una base de l'espai projectiu.

### Definició analítica d'homografia
Siguin 2 espais projectius {\displaystyle {\mathcal {P}}_{1}} i {\displaystyle {\mathcal {P}}_{2}} associats respectivament als espais vectorials {\displaystyle \quad E_{1}} i {\displaystyle \quad E_{2}}. Es designa per {\displaystyle \quad \pi _{1}} i {\displaystyle \quad \pi _{2}} les projeccions canòniques de {\displaystyle \quad E_{1}} (resp. {\displaystyle \quad E_{2}}) en {\displaystyle {\mathcal {P}}_{1}} (resp.{\displaystyle {\mathcal {P}}_{2}}).
Llavors es pot efectuar un "pas la quocient" de les aplicacions lineals "injectives" de {\displaystyle \quad E_{1}} en {\displaystyle \quad E_{2}}. Trobada aquesta aplicació lineal {\displaystyle \quad \varphi }, es pot definir una aplicació {\displaystyle \quad h} de {\displaystyle {\mathcal {P}}_{1}} a {\displaystyle {\mathcal {P}}_{2}}, que transforma el punt {\displaystyle \quad M} en {\displaystyle h(M)=\pi _{2}\circ \varphi (m),\quad m} designa un representant de {\displaystyle \quad M}. Evidentment, per tal que aquesta definició sigui coherent, cal verificar que no depèn del representant escollit. Això és immediat si es té en compte la lineal·litat de {\displaystyle \varphi } i la definció de {\displaystyle \quad \pi _{2}}.
L'aplicació {\displaystyle \quad h} és l'homografia associada a {\displaystyle \quad \varphi }. I de forma més concisa definida per la igualtat: {\displaystyle \pi _{2}\circ \varphi =h\circ \pi _{1}}.
També es pot parlar més generalment d'aplicació projectiva, sense exigir la injectivitat de l'aplicació lineal {\displaystyle \quad \varphi } inicial. El mateix pas al quocient, subministrarà una aplicació definida només sobre una part de {\displaystyle {\mathcal {P}}_{1}} : {\displaystyle {\mathcal {P}}_{1}-\pi _{1}^{-1}(\ker(\quad \varphi ))}, i vàlida a {\displaystyle {\mathcal {P}}_{2}}. En aquest cas no es parlarà d'homografia.
Existeixen una infinitat d'aplicacions lineals associades a una homografia, però aquestes aplicacions lineals formen "una recta vectorial" de {\displaystyle {\mathcal {L}}(E_{1},E_{2})}, ja que {\displaystyle \quad h_{1}=h_{2}} implica {\displaystyle \pi _{2}\circ \varphi _{1}=\pi _{2}\circ \varphi _{2}}.
En dimensions finites n,p, si té un sistema de coordenades homogènies, una homografia pot ser definida per una classe de matrius no nul·les de format (n+1)*(p+1) totes múltiples d'una d'elles. Sigui A una d'aquestes matrius i X una matriu columna de coordenades homogènies de {\displaystyle \quad M}, AX serà una matriu columna de coordenades homogènies de {\displaystyle \quad h(M)}.
Exemple i discussió: (geometria plana).
Si agafem per {\displaystyle \quad E_{1}} i {\displaystyle \quad E_{2}} l'espai {\displaystyle \mathbb {R} ^{3}}. {\displaystyle {\mathcal {P}}_{1}={\mathcal {P}}_{2}} és el pla projectiu {\displaystyle {\mathcal {P}}}. Considerem una homografia {\displaystyle \quad h} definida per la matriu 3*3 A que suposem "diagonalitzable". Així doncs, podem calcular les coordenades homogènies de les transformades de qualsevol punt. Les 3 direccions pròpies son independents i defineixen 3 punts "invariants per" {\displaystyle \quad h} de {\displaystyle {\mathcal {P}}}. Aquests 3 punts tenen respectivament com matrius columna de coordenades homogènies {\displaystyle X_{1},X_{2},X_{3}\,} (vectors propis de la matriu, i el factor no nul que s'han pres).
Inversament, ¿el coneixement d'aquests 3 punts invariants determinen l'homografia A, amb un factor donat?. Per això caldria poder calcular els valors propis de A (amb un factor de proporcionalitat donat sempre). Per tant, no hi ha cap mitjà per això si només es coneixen les direccions pròpies. Per contra si es dona, per exemple la transformada del punt de coordenades homogènies {\displaystyle X_{1}+X_{2}+X_{3}} en el punt de coordenades homogènies {\displaystyle Y}, designant per {\displaystyle \lambda _{1},\lambda _{2},\lambda _{3}} els valors propis de A: {\displaystyle \lambda _{1}X_{1}+\lambda _{2}X_{2}+\lambda _{3}X_{3}=kY,\quad k} qualsevol no nul, la qual cosa permet resoldre el sistema de valors propis amb un coeficient de proporcionalitat donat.
Els 4 punts (els 3 punts invariants més el 4t definit d'aquest forma) defineixen un "generador projectiu" i el coneixement de la transformació d'aquest generador determinen totalment l'homografia.

## Topologia
Si E és un espai vectorial sobre {\displaystyle \mathbb {R} } o {\displaystyle \mathbb {C} } de dimensió finita, es pot definir a E una topologia generada per la distància {\displaystyle ||x||={\sqrt {x_{1}^{2}+x_{2}^{2}+....+x_{n}^{2}}}}.
Aquesta topologia indueix l'espai quocient {\displaystyle P(E)=E-{0}/\sim }. D'aquí resultarà l'espai projectiu P(E) d'aquesta topologia. Això permet parlar de morfisme et fer notar que la recta projectiva real és homomorfa a un cercle, i la recta afí complex és homomorfa a una esfera.

## Dualitat
Si E és un K-espai vectorial de dimensió finita n, el seu dual E* és també un K-espai vectorial de dimensió n. Es pot doncs, associar a l'espai projectiu P(E), al seu dual P(E*). Una recta de P(E*) correspondrà a un feix d'hiperplans a P(E). El pas al dual permet capgirar un gran nombre de propietats geomètriques.

## Per a què serveix la geometria projectiva?
La geometria projectiva ha permès simplificar teoremes de la geometria plana com ara el teorema de Papon o el teorema de Desargues.
Proveït d'una topologia i d'una estructura diferenciable, l'espai projectiu és un objecte d'interès en la topologia i la geometria diferencial
Amb el desenvolupament de la representació en 2D,objectes en 3D, la geometria projectiva ha evidenciar el poder de les eines que entren en joc.